# Antena 3

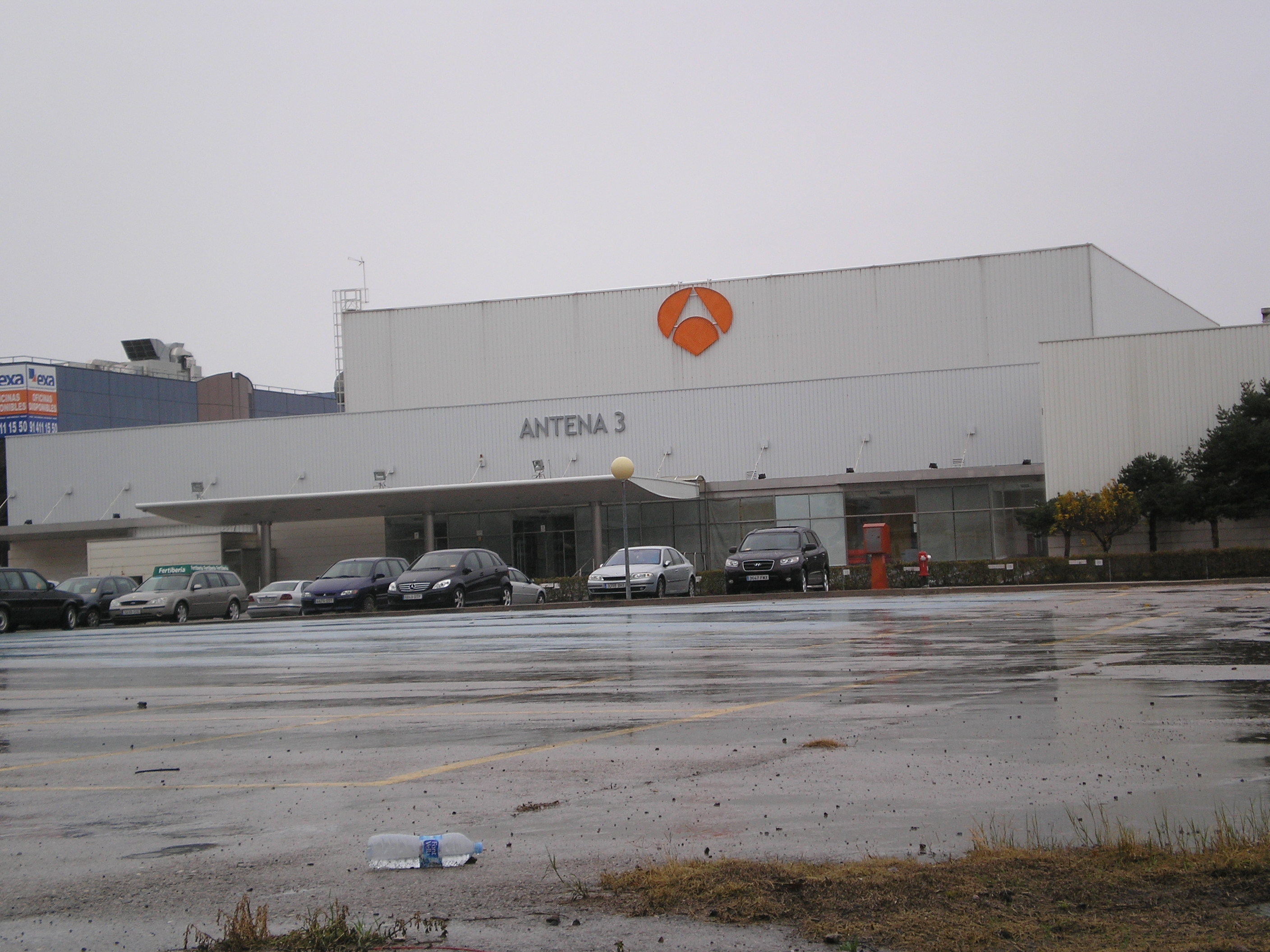

Antena 3 is een Spaanse televisiezender die werd opgericht in 1988. De zender kreeg een van de drie uitzendlicenties die toen in Spanje te verdelen waren. De andere twee gingen naar Telecinco en Canal+. Vanaf september 1989 zond Antena 3 al proefuitzendingen uit. De regelmatige uitzendingen gingen dan van start op 25 januari 1990. Zo werd de zender het eerste commerciële alternatief voor de gevestigde openbare zenders. Antena 3 was op dat moment geen nieuwkomer in het audiovisuele landschap. In de jaren ’80 was een radiozender op het toneel verschenen onder dezelfde naam. Die ijverde al jarenlang voor het beëindigen van het monopolie van de openbare zenders.

## Positie in het Spaanse televisielandschap
Het Spaanse televisielandschap bestaat uit vijf nationale en acht regionale zenders. Van de vijf nationale zijn er twee publieke omroepen (TVE1 en TVE2), gefinancierd door subsidies en reclame. Antena3 en Telecinco zijn privézenders en halen hun inkomsten dus enkel uit reclame. Canal+ werkt met abonnees. Antena 3 hoort bij de drie meest bekeken Spaanse zenders. Na Telecinco is het de populairste privé-omroep.

## Bedrijfsgegevens
- Volledige naam: Antena 3 de Televisión S.A. (S.A. = Sociedad Anónima, Spaanse term voor een naamloze vennootschap)
- Dekking: in 80% van het land kunnen de Spaanse kijkers Antena 3 ontvangen

Momenteel maakt de zender onderdeel uit van de groep Grupo Antena 3, samen met de bedrijven Onda Cero, Movierecord, Atres Advertising en Unipublic. Ook de gratis krant ADN maakt deel uit van die groep. De belangrijkste aandeelhouders zijn Telefonica, de uitgeversgroep Grupo Planeta en de bank Banco Santander.
De afgevaardigde bestuurder van Antena 3 heet Maurizio Carlotti. De huidige voorzitter is José Manuel Lara Bosch. Die staat ook aan het hoofd van de Grupo Planeta. Dat is een Catalaanse multimediale groep die zijn vader José Manuel Lara Hernández als uitgeverij oprichtte in 1949, toen nog onder de naam Editorial Planeta. Intussen horen al meer dan 60 bedrijven thuis onder de koepel van de Planeta-groep. Multimiljonair Lara Bosch volgde zijn vader op als voorzitter van de Grupo Planeta toen die stierf in 2003.
Ook de RTL Group is een belangrijke aandeelhouder van Antena 3. RTL is een afkorting van Radio Télévision Luxembourg. Het is de grootste Europese exploitant van commerciële radio- en televisiestations. Het bedrijf is eigenaar van 31 televisie- en 33 radiostations in 10 landen. De RTL Group is ontstaan uit de in 1931 opgerichte CLR (Compagnie Luxembourgeoise de Radiodiffusion), de eigenaar van Radio Luxembourg. In 1954 werd het hernoemd tot CLT (Compagnie Luxembourgeoise de Télédiffusion) en startte het met televisie-uitzendingen. In 1997 fuseerde het met Hamburgse UFA Film- und Fernseh-GmbH en vormde het CLT-UFA. In het voorjaar van 2000 fuseerde CLT-UFA weer met de Britse televisieproducent Pearson en vormde het de RTL Group.

## Marktaandeel
Tussen 1990 en 2005 maakte de zender een stijgende evolutie door. In 2004 was Antena 3 zelfs het snelst groeiende kanaal in Spanje. In prime time haalde Antena 3 toen meestal hogere kijkcijfers dan zijn directe concurrenten. Dat gebeurde gedeeltelijk op basis van eigen programma’s, maar vooral dankzij aangekochte formats.
De omroep heeft op dit moment een marktaandeel van ongeveer 20%. In het verleden kon de zender regelmatig scoren, maar nu zit hij wat in het slop. Steeds vaker vallen de kijkcijfers tegen en analisten vrezen dan ook dat de omroep alsmaar minder winst zal gaan maken. In juni 2006 moest Antena 3 slechte resultaten bekendmaken. Het marktaandeel van Antena 3 glijdt langzaam weg. Van 21,9% in januari tot 19,9% in mei en zelfs 18,2% in juni. Door die daling werd concurrent Telecinco in juni 2006 dan ook marktleider met 21,4%.
In september 2006 trok de zender een nieuwe directeur-generaal aan – een positie die tot dan toe nog niet bestond binnen Antena 3. De Bask Mikel Lejarza moet Antena 3 ‘van de ondergang komen redden’ – of toch minstens de kijkcijfers weer wat omhooghalen. Lejarza is een oude vriend van afgevaardigd bestuurder Carlotti – de twee werkten nog samen bij Telecinco. De vijftigjarige man is een van de bekendste bedrijfsleiders van Spanje. Ervaring heeft hij alvast: als topmanager bij Telecinco van 1995 tot 2000 zorgde hij daar mee voor een spectaculaire ommekeer. Die zender stevende toen af op bankroet, maar samen met Maurizio Carlotti kon Lejarza dat dus voorkomen. De twee hopen dit huzarenstukje nu nog een tweede keer te kunnen uithalen bij Antena 3.
Maar dat is geen gemakkelijke opgave. Antena 3 moest het seizoen 2006-07 in zonder kijkcijferkanon "Aqui no hay quien viva". Antena 3 kan de komediereeks niet meer uitzenden doordat Telecinco aandelen kocht het productiehuis van "Aqui no hay quien viva", Miramon Mendi. Antena 3 kocht wel de uitzendrechten van de dinsdagwedstrijden van de Champions League. Maar voetbal, zelfs in een land dat zo gek is van de sport als Spanje, brengt zelden genoeg geld in het laatje om echt winstgevend te zijn.

## Programma's
Ongeveer de helft van de programma's van Antena 3 worden in Spanje zelf gemaakt. De andere helft koopt Antena 3 aan in andere Europese landen, in Latijns-Amerika of in de Verenigde Staten. De pijlers van de zender staan hieronder op een rijtje.
Op doordeweekse ochtenden wordt het programma gevuld door het magazine Espajo Público, gepresenteerd door Susanna Griso.

### Dramareeksen en sitcoms uit eigen land
Mede dankzij Antena 3 werden de lokale series een tijd geleden weer opgewaardeerd in Spanje. De kijkcijfers van het kanaal scheerden hoge toppen door de familie-sitcom Farmacía de Guárdia, die soms meer dan 9 miljoen kijkers haalde. Andere omroepen volgden het voorbeeld van Antena 3 en lanceerden ook dramaseries en sitcoms gemaakt in eigen land.
Enkele dramareeksen en sitcoms op Antena 3: Canguros, Casa de los lios, Los Ladrones van a la oficina, Hermanos de leche, Vecinos, Cañas y Barro, Compañeros, Un Paso Adelante, Policias, Fuego, El Pantano, Ada Madrina, Dime que me Quieres, Lleno por favor, Quien da la vez en anderen.

### Reality TV
Rivaal Telecinco boekte al grote successen dankzij reality TV, maar bij Antena 3 lijkt dat maar niet te lukken. De meeste pogingen zijn slecht afgelopen.
El BusDe Spaanse versie van De Bus. Begon een week nadat Big Brother was geëindigd bij Telecinco. Het programma liep drie maanden, zoals gepland, maar werd een enorme flop, ook al werd het op vele verschillende dagen en uren uitgezonden. Tegen het einde is er een ongecensureerde, pikantere aflevering van El Bus uitgezonden op vrijdagavond, daardoor gingen de kijkcijfers lichtjes omhoog.
Escuela De ActoresDe Spaanse versie van het format Soap Stars, waarin het leven van een groep jonge aspirant-acteurs wordt gevolgd in een academie. Er ging een intensieve reclamecampagne aan vooraf, desondanks de grootste recente flop op Spaanse tv. Het programma is afgevoerd na slechts één aflevering, die de laagste kijkcijfers ooit haalde voor een nationale omroep in een primetime-blok (9%)
La Isla de los famososDe Spaanse versie van het format Celebrity Survivor, waarin bekende mensen moeten overleven op een eiland. Dit is het meest succesvolle realityprogramma van Antena 3. Het haalde wekelijks 20 tot 25% van de kijkers, voor 2 uur durende uitzendingen in prime time. Na enkele seizoenen verloor Antena 3 de interesse in het format. Telecinco nam het over en maakte in 2006 haar eigen versie, Supervivientes en el Caribe.

### Spelprogramma’s uit de oude doos
In het eerste kwartaal van 2006 bracht Antena 3 een groot aantal populaire formats uit de jaren 1990 weer tot leven. Zo mocht net als in België het Rad Van Fortuin weer draaien. Ook andere, internationaal minder bekende formats die een tiental jaar geleden succes boekten bij Telecinco, werden weer afgestoft, maar die kenden minder succes.
La ruleta de la suerteDe Spaanse versie van Rad van Fortuin. Het programma maakte een comeback en werd het best bekeken dagprogramma.
El Precio JustoDe Spaanse versie van The Price is Right, in Nederland bekend onder Cash & Carlo. Het werd in september van 2006 opnieuw gelanceerd. Het programma scoorde eind jaren 1980, begin jaren 1990 hoog op TVE. Op Antena 3 haalde het echter niet de verwachte kijkcijfers. Het programma werd afgevoerd en vervangen door de Braziliaanse soap El color del pecado.

### Buitenlandse reeksen
El color del pecadoEen Braziliaanse reeks, nagesynchroniseerd in het Spaans, die ook in Latijns-Amerika erg populair is.
Pasión de gavilanesEen Colombiaanse reeks die een wereldwijd succes is (niet alleen in Spaanstalige landen, ook in China, Rusland, ...)
2424 begon erg sterk maar kon na een paar seizoenen niet meer opboksen tegen de concurrentie op primetime en is daarom verschoven naar late tijdstippen.

## Nieuws
Antena 3 heeft een uitgebreide nieuwsredactie. Het is dus zeker niet zo dat de zender bij de strijd om het nieuws de handdoek in de ring gooit, zoals VT4 dat in België heeft moeten doen. Ook op de website van Antena 3 vindt men het recentste binnen- en buitenlandse nieuws terug. Onlangs kocht de zender nog de exclusieve rechten (binnen Spanje) van het eerste interview met de ontvoerde Oostenrijkse Natascha Kampusch na haar vrijlating. Een dag nadat het interview verscheen in Oostenrijk zond Antena 3 het uit in prime time.
Antena 3 lanceerde ook een apart nieuwskanaal, Antena3noticias24, waarop 24 uur op 24 nieuws wordt gebracht. Het kanaal is te ontvangen via digitale televisie. Je kunt de uitzendingen ook bekijken op de website van Antena 3 Noticias.

## Sport
Zoals eerder vermeld, zendt Antena 3 wedstrijden van de Champions League uit. Ook voor de UEFA Cup hadden ze bij de zender een contract: ze zouden gedurende vijf jaar alle Europese wedstrijden van Sevilla FC uitzenden. Maar dat gebeurde enkel het eerste jaar. Sevilla FC klaagde daarom de zender aan. De Vuelta (wielrennen) is een derde groot evenement dat op Antena 3 wordt uitgezonden.
Een van de grootste successen uit het verleden van de zender was het WK voetbal in 2002. Antena 3 werd toen de eerste privé-omroep die de uitzendrechten van een WK bemachtigde.

## Digitale televisie
Doordat met Canal+ de betaaltelevisie in Spanje al goed ontwikkeld was, was er een goede basis om van start te gaan met digitale televisie. Spanje is dan ook samen met Frankrijk het land waar de digitale evolutie tot nog toe het snelst is gegaan.
Antena 3 wil tussen de tien en de vijftien miljoen euro investeren in digitale televisie. Nu al zijn er drie kanalen die je digitaal kan bekijken: Antena 3, Antena.Neox voor kinderen en jongeren en Antena.Nova voor vrouwen. De zenders werden gelanceerd op 30 november 2005.

## Dochtermaatschappij
Antena 3 Internacional is de eerste privé-zender die vanuit Spanje uitzendt met Latijns-Amerika als doelgroep. De zender biedt een gevarieerd aanbod, gaat live en zendt 24/7 uit.